# Ryan Thompson (basket-ball)
Pour les articles homonymes, voir Ryan Thompson et Thompson.
Ryan Thompson, né le 9 juin 1988 à Mount Laurel au New Jersey, est un joueur américain de basket-ball.

## Biographie
Ryan est le frère cadet de Jason Thompson, lui aussi joueur professionnel de basket-ball.